# Bachmut
Bachmut (in ucraino e russo Бахмут?), dal 1924 al 2016 Artemivs'k (in ucraino Артемівськ?) o Artëmovsk (in russo Артёмовск?), è  una città Ucraina, occupata dalla Federazione Russa, sita nell'oblast' di Donec'k e capoluogo dell'omonimo distretto. Ospita l'amministrazione della comunità territoriale di Bachmut, una delle comunità territoriali dell'Ucraina. Nel 2022 aveva una popolazione di 71 094 abitanti.
Bachmut dal 20 maggio 2023 è de facto parte della Repubblica Popolare di Doneck.
Oggetto per mesi di cruenti e sanguinosi scontri, nel corso dell'invasione russa dell'Ucraina nel 2022, la città è stata difesa strenuamente, a partire dall'estate 2022, da un gran numero di formazioni ucraine e attaccata e conquistata progressivamente quartiere per quartiere, dai mercenari russi del Gruppo Wagner. Dal 20 maggio 2023 tutta l'area urbana è sotto il controllo delle truppe russe; la città è uscita quasi completamente distrutta dai combattimenti. Prima dell'invasione russa la città aveva una popolazione stimata di poco più di 71 000 abitanti; al 2023 gli abitanti stimati sono circa 500.
Bachmut ed il suo distretto, in particolare la città di Soledar, sono particolarmente attivi nell'industria alimentare; in città vi sono stabilimenti per la produzione di liquori e vini, mentre nei pressi di Soledar vi è un importante deposito salino utilizzato almeno dal 1881.

## Geografia fisica
Bachmut è situata nella porzione nord-orientale dell'oblast' di Donec'k sulle alture del Donec ed è attraversata dal fiume Bachmutka e dal Kamenuvatyj Jar.

## Origine del nome

### Nome attuale (fino al 1924; 2016–presente)
Il nome deriva dal fiume Bachmutka, su cui si trova la città.  L'origine esatta del nome Bachmut è incerta. Secondo una teoria dello storico della Charkiv Igor Rassokhaa, il termine potrebbe derivare da una parola turca/tatara che significa "acqua salata" o "spiaggia". Un'altra teoria lo collega al termine bakhmát, che deriverebbe dal turco paχn at, ossia "cavallo della steppa". Secondo un'altra ipotesi, invece, il nome deriverebbe dal turco o tartaro Mahmut, una variante di Maometto.
Nel 1924, la città fu rinominata Artemivsk in onore di Fëdor Andreevič Sergeev, noto con lo pseudonimo di "Compagno Artyom". Il 23 settembre 2015, il consiglio comunale decise di ripristinare il nome Bachmut in conformità con le leggi sulla decomunistizzazione dell'Ucraina, secondo cui le città con nomi legati al comunismo dovevano essere rinominate.  La Verchovna Rada approvò la legge per il cambio di nome in Bachmut il 4 febbraio 2016.

## Storia

### Fondazione
La prima menzione della città risale al 1571, quando qui fu creato un posto di guardia del Regno russo, anche se è probabile che l'area fosse già abitata, nei pressi della città, gli archeologi hanno infatti scoperto tracce di lavorazione della selce risalente al Neolitico.
Nel corso del XVII secolo, l'insediamento fu potenziato in qualità di fortezza russa contro le scorrerie dei tatari di Crimea e nel 1701 fu aperta la prima miniera per l'estrazione del sale; la città fu distrutta dalla ribellione di Bulavin. Tra il 1753 e il 1764 fu capitale della Slavo-Serbia, un territorio governato per breve durata da migliaia di coloni provenienti dai Balcani, prevalentemente serbi.
Dopo l'abolizione della Slavo-Serbia, nel 1765 Bachmut fu assegnata al Governatorato della Nuova Russia. Nel 1775, divenne parte del secondo Governatorato di Azov. Nel 1783, Bachmut ottenne il riconoscimento di città e fu assegnata alla provincia di Ekaterinoslav del ristabilito Governatorato della Nuova Russia. Il 2 agosto 1811, fu approvato uno stemma di Bachmut, caratterizzato da un simbolismo che evocava le riserve di sale della città. Nel 1863, fu costruita una grande sinagoga nella città, come luogo di culto per la comunità ebraica di Bachmut di 1.560 persone. Nel 1875 fu installato il sistema idrico municipale. Nel 1876, grazie al lavoro del geologo russo Aleksandr Karpinskij, furono scoperti grandi depositi di salgemma nelle vicinanze di Bachmut, la cui attività d'estrazione raggiunse il 12,3% della produzione totale di sale nell'Impero russo.

### Industrializzazione

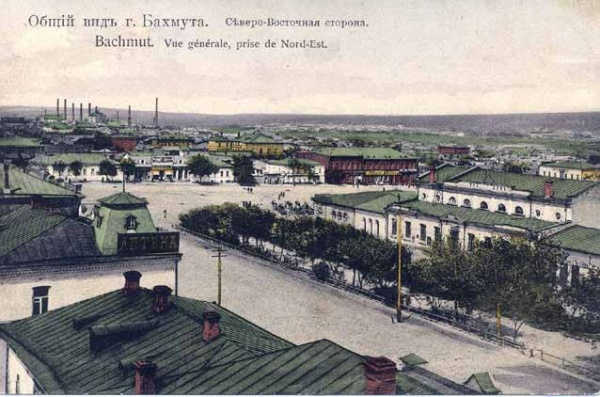
Cartolina di Bakhmut, primi del XX secolo

Bachmut conobbe un'intensa industrializzazione tra la fine del XIX e l'inizio del XX secolo. Intorno al 1870, l'industriale tedesco Edmund Farke creò degli stabilimenti per la lavorazione di alabastro, mattoni e piastrelle. Nel 1878, fu completata la ferrovia Charkiv-Bachmut-Popasna.
Nel 1900, le strade della città furono pavimentate. Agli inizi del XX secolo, Bachmut iniziò a sviluppare l'industria metalmeccanica. Nel 1909 erano attivi 64 stabilimenti industriali che impiegavano 1.075 operai.
Nel 1905, in seguito alla pubblicazione del Manifesto di ottobre, si verificò un pogrom antisemita a Bachmut, causando la morte e il ferimento di diversi ebrei. Nell'aprile del 1918, dopo il crollo dell'Impero russo, le truppe fedeli alla Repubblica Popolare Ucraina presero il controllo di Bachmut. Successivamente, fu catturata dai soldati del movimento bianco guidati da Pëtr Krasnov, che alla fine furono sconfitti dalle forze sovietiche.
Dal 1920 al 1925, Bachmut fu il centro amministrativo del neo-costituito Governatorato del Donetsk della RSS Ucraina. Entro il 1923 si erano costituite molte imprese a Bachmut, tra cui la fabbrica "Vittoria del Lavoro" che produceva chiodi e punte, la fabbrica "Blyskavka" ("Fulmine") che produceva utensili agricoli, così come fabbriche di mattoni, tegole e alabastro e una fabbrica di scarpe. Nel 1922, per aiutare a ricostituire l'industria del sale, fu creata una compagnia statale per l'estrazione del sale. Nel 1925, le aree di estrazione salina furono separate da Bachmut in un loro insediamento di tipo urbano chiamato Karlo-Libknekhtivsk (ora Soledar).
Nel 1924, la città fu rinominata Artemivsk. La sinagoga cittadina fu chiusa nel 1928. 3.255 residenti di Artemivsk morirono a causa dell'Holodomor. Durante le Grandi purghe di Stalin della fine degli anni '30, più di 500 residenti di Artemivsk furono vittime delle repressioni.

### Seconda guerra mondiale e fine del XX secolo
Nel 1941, la popolazione ebraica di Artemivsk era di circa 5.300 persone. Il 31 ottobre 1941, l'esercito nazista occupò la città. La maggior parte di questi furono arruolati nell'Armata Rossa o evacuati nelle aree interne dell'Unione Sovietica. Il 9 gennaio 1942, gran parte degli ebrei locali fu radunata in un ex edificio dell'NKVD, dove furono detenuti senza cibo né acqua per tre giorni. Successivamente, furono portati in una miniera di alabastro, fucilati o lasciati morire soffocati, dopo che l'ingresso della miniera fu murato. Artemivsk fu liberata dall'Armata Rossa il 5 settembre 1943.
Nel 1990, Oleksiy Reva divenne sindaco di Bachmut durante gli ultimi anni del periodo sovietico ed è rimase in carica sino all'invasione russa del 2022. Nel referendum sull'indipendenza dell'Ucraina del 1991, la stragrande maggioranza dei residenti di Bakhmut votò per l'indipendenza dall'Unione Sovietica.

### Guerra Russo-Ucraina

#### Guerra del Donbass
Durante la guerra del Donbass la città è stata brevemente controllata dalla milizia della Repubblica Popolare di Doneck fino al 7 luglio 2014, giorno in cui l'esercito ucraino ne ha ottenuto il controllo; nel 2016, nell'ambito della decomunistizzazione del Paese, ha nuovamente assunto il nome originale di Bachmut.

Fino al 18 luglio 2020 Bachmut era classificata come città di rilevanza regionale, costituiva un comune autonomo e fungeva da centro amministrativo del distretto di Bachmut, sebbene non appartenesse al distretto Nell'ambito della riforma amministrativa dell'Ucraina, che ha ridotto a otto il numero dei distretti dell'oblast' di Donec'k, la città è entrata a far parte del distretto di Bachmut..

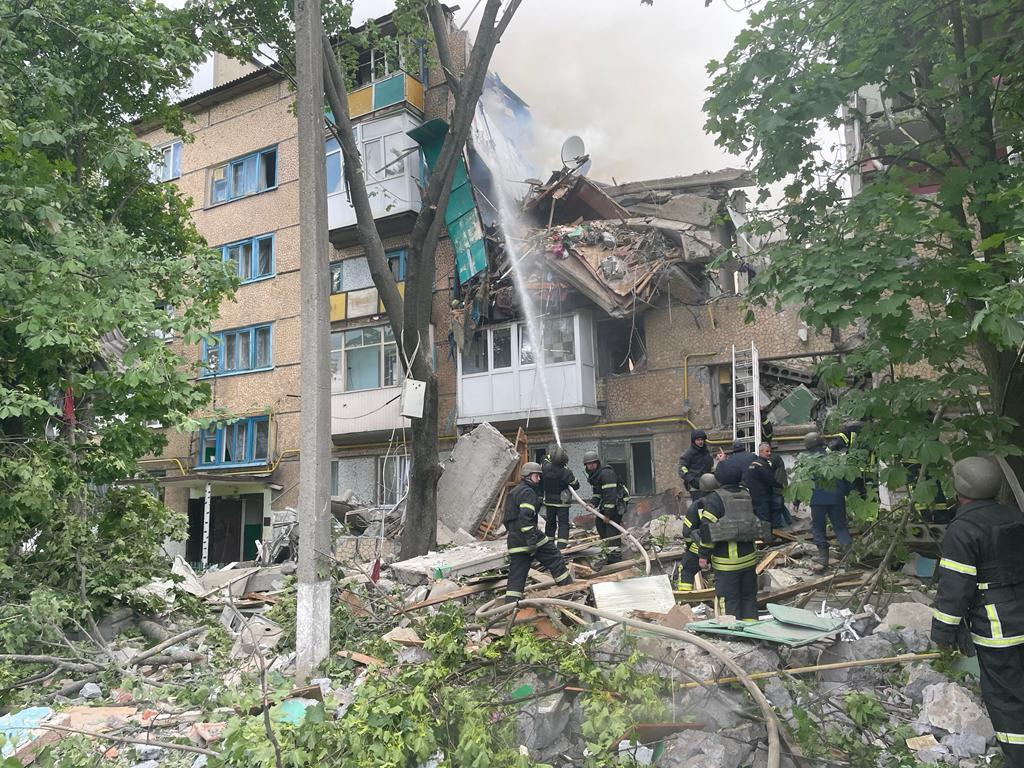
Edificio di Bachmut dopo un bombardamento durante l'invasione russa

#### Invasione russa
Nel corso dell'invasione russa dell'Ucraina del 2022, la città è diventata uno dei principali obiettivi dell'esercito russo. Bachmut fu raggiunta dalla prima linea del fronte nel maggio del 2022, venendo regolarmente bombardata dalle forze russe. In quel periodo, secondo le autorità locali, circa 20.000 persone ancora risiedevano nella città. La battaglia di Bachmut, una delle più dure della guerra, attirò l'attenzione mondiale a causa del livello di distruzione nella città e del numero di vittime sofferte da entrambi gli schieramenti.
Il 20 maggio 2023 la città, secondo il Ministero della difesa russo, è passata completamente nelle mani dell'esercito russo.

## Infrastrutture e trasporti

### Ferrovie
La città è servita da quattro stazioni ferroviarie: Bachmut, Bachmut I e Maloil'šivs'ka per il servizio passeggeri; e Stupky per il trasporto merci.

### Mobilità urbana
La rete di trasporto pubblico locale è formata da una rete filoviaria di otto linee e da alcune autolinee urbane gestite dalla municipalizzata "Bachmutelektrotrans". L'autostrada tra Charkiv e Rostov sul Don passa vicino alla città.

## Società
| Anno          | Pop.   | ±% p.a.  |
| ------------- | ------ | -------- |
| 1703          | 170    | —        |
| 1825          | 4,215  | +2.67%   |
| 1857          | 9,197  | +2.47%   |
| 1897          | 19,300 | +1.87%   |
| 1943          | 25,000 | +0.56%   |
| 2017          | 75,900 | +1.51%   |
| 2022          | 71,094 | −1.30%   |
| 2023 (Marzo)  | 4,000  | −94.37%  |
| 2023 (Maggio) | 500    | −100.00% |

La popolazione di Bachmut è diminuita costantemente negli ultimi decenni, con un tasso di mortalità (535) significativamente più alto rispetto al tasso di natalità (187) nel 2017. A gennaio 2022 (ultima stima della popolazione della città prima dell'invasione russa dell'Ucraina), la popolazione stimata di Bachmut era di 75.900 abitanti.
La maggioranza dei residenti di Bachmut è composta da ucraini etnici (69,4%), con una consistente minoranza di russi etnici (27,5%). Molti membri di questo gruppo sono discendenti di migranti arrivati a Bachmut durante l'industrializzazione dell'epoca sovietica, tra la fine degli anni '20 e gli anni '40. Vi sono anche piccole minoranze di bielorussi (0,6%), armeni (0,3%), rom (0,2%) e ebrei (0,2%).
La lingua madre più parlata è il russo (62%), con una grande minoranza che parla ucraino (35%) e piccole minoranze che parlano armeno (0,19%), rom (0,15%) e bielorusso (0,10%). Il russo parlato da molti residenti presenta caratteristiche del suržyk, un tipo di parlata mista tra ucraino e russo comune nell'Ucraina orientale. Storicamente, Bachmut era una città prevalentemente di lingua ucraina. Nel 1897, la maggior parte dei residenti di Bachmut parlava ucraino (61,8%), mentre minoranze parlavano russo (18,9%) e yiddish (16,7%).